# Sixtus II
Sixtus II, Xystus, född okänt år, död 6 augusti 258 i Rom, var påve från den 31 augusti 257 till sin död den 6 augusti 258. Sixtus II vördas som helgon inom Romersk-katolska kyrkan, med minnesdag den 7 augusti, tillsammans med sex av sina diakoner: Januarius, Vincentius, Magnus, Stephanus, Felicissimus och Agapitus.

## Biografi
Liber Pontificalis anger att Sixtus var grek, men detta kan bero på en sammanblandning mellan honom och en pythagorasiansk filosof med samma namn; tidigare antog man felaktigt att det var samma person som skrivit Sentences. Vidare påstås, troligen oriktigt, att påven Sixtus författat en avhandling, Ad Novatianum.
Under företrädaren Stefan I:s pontifikat utbröt en häftig strid mellan kyrkan i Rom och kyrkorna i Afrika och Asien om kättardopet. Under Sixtus pontifikat återknöts förbindelsen mellan öster- och västerlandets kyrkor, men i Rom fortsatte de vägra att återdöpa kättare.
Sixtus II led martyrdöden genom halshuggning under kejsar Valerianus förföljelse år 258; Valerianus hade i två edikt förbjudit kristendomen. I det senare av edikten, utfärdat i början av augusti 258, beordrade kejsaren att alla biskopar, präster och diakoner skulle summariskt avrättas (”episcopi et presbyteri et diacones incontinenti animadvertantur”). Uppgifterna om detta kommer huvudsakligen från ett brev från Cyprianus till Successus, biskop av Abbir Germaniciana. Det är osäkert om han dessförinnan ställdes inför rätta, men innan han tillfångatogs samlade han sin församling på en kyrkogård, där han satte sig på en stol för att tala till dem när soldaterna anlände. Sixtus var en av de första att falla offer vid denna förföljelse. Samtidigt avrättades fyra diakoner, och ytterligare två diakoner led martyrdöden samma dag.
Påve Damasus I har skrivit epitafen vid graven i Calixtus katakomber. Till graven förde församlingen den blodiga stol, på vilken han hade suttit på kyrkogården. Vid platsen där han avrättats, vid Praetextatus katakomber, restes ett oratorium, Oratorium Xysti, dit pilgrimer vallfärdade ännu på 600- och 700-talet.
Sixtus II:s reliker vördas i kyrkan San Sisto Vecchio i Rom.

### Webbkällor
- ”Pope St. Sixtus II”. Catholic Encyclopedia. New Advent. http://www.newadvent.org/cathen/14031c.htm. Läst 8 augusti 2017.
- ”San Sisto II e compagni, papa e martiri”. Santi e Beati. http://www.santiebeati.it/dettaglio/28650. Läst 8 augusti 2017.